# Liste der Baudenkmäler in Pegnitz
Auf dieser Seite sind die Baudenkmäler in der oberfränkischen Stadt Pegnitz zusammengestellt. Diese Tabelle ist eine Teilliste der Liste der Baudenkmäler in Bayern. Grundlage ist die Bayerische Denkmalliste, die auf Basis des Bayerischen Denkmalschutzgesetzes vom 1. Oktober 1973 erstmals erstellt wurde und seither durch das Bayerische Landesamt für Denkmalpflege geführt wird. Die folgenden Angaben ersetzen nicht die rechtsverbindliche Auskunft der Denkmalschutzbehörde.
 Diese Liste gibt den Fortschreibungsstand vom 7. Oktober 2014 wieder und enthält 87 Baudenkmäler.

## Ensemble

### Neustadt Pegnitz

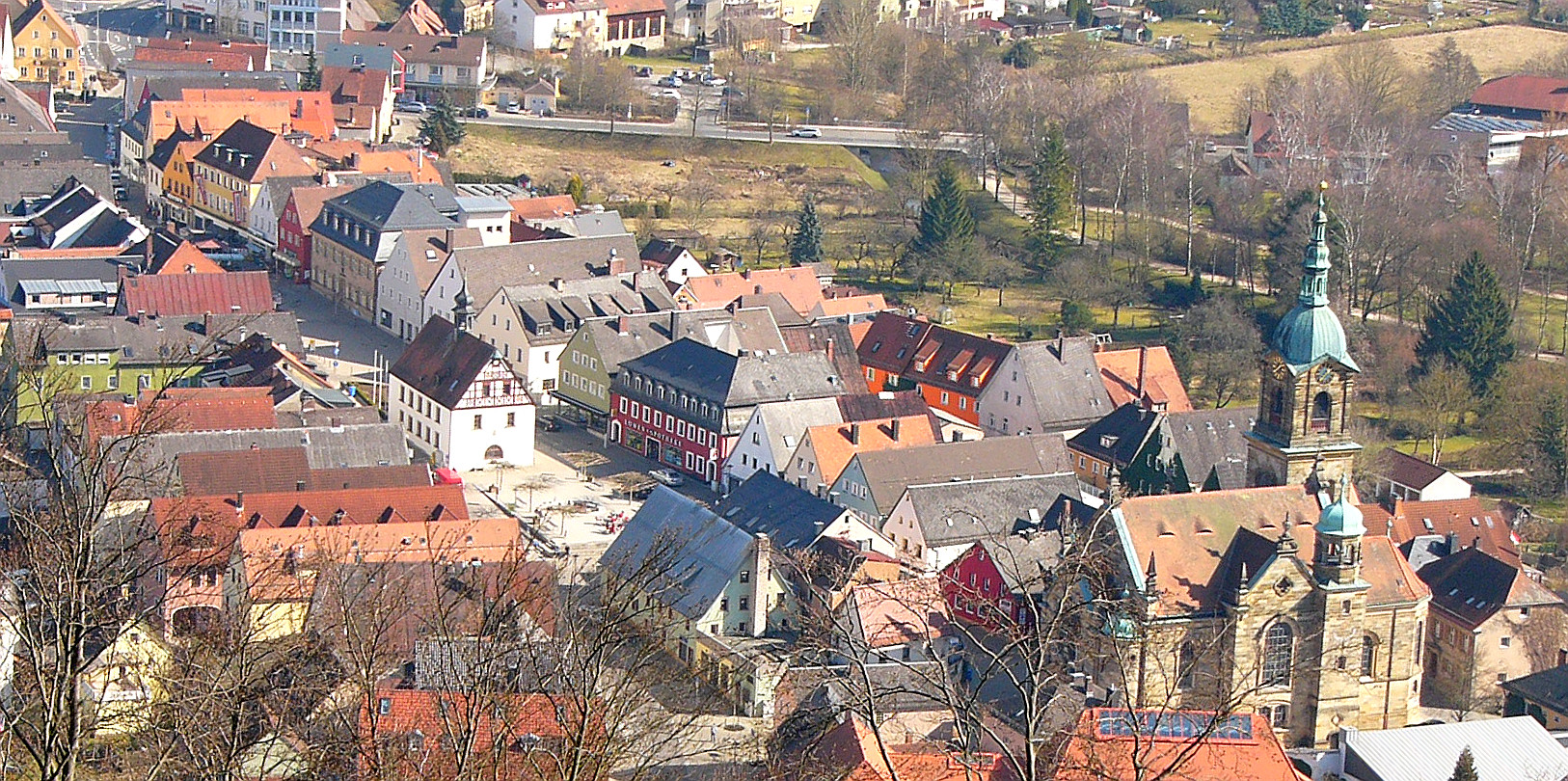
Ensemble Neustadt Pegnitz

Um die Mitte des 14. Jahrhunderts legten die Landgrafen von Leuchtenberg neben der älteren, dörflichen Marktsiedlung Begenz, der heutigen Altstadt, auf dem Rücken einer Bodenerhebung die neue befestigte Stadt Pegnitz an. Die Neustadt (Lage) besitzt alle Merkmale einer gotischen Stadtgründung: die ostwestlich verlaufende Hauptstraße, ursprünglich zwischen den beiden, nicht erhaltenen Stadttoren eingespannt, erweitert sich nach Westen gleichmäßig zu einem Platzraum, in den das Rathaus gestellt ist. Der Straßenmarkt ist beiderseits durch je eine Parallelgasse begleitet, die Brauhausgasse im Norden und die Rosengasse im Süden. Der Kirchenbezirk ist dem Straßenmarkt abgewandt, er befindet sich am südwestlichen Stadtrand. Dem klaren Grundriss entspricht eine gleichmäßige Parzellierung. Die Straßenzüge sind jeweils durch geschlossene Reihen schmaler, tiefer Grundstücke begleitet. Die Hauptstraße und die in ihrem mittleren Verlauf zweizeilig bebaute Rosengasse sind in ihrer Erscheinung durch die Reihung von Giebelhäusern bestimmt. Dem Ranggefälle der Straßen entsprechen die größeren Bürgerhäuser an der Hauptstraße und die bescheidener proportionierten Handwerkerhäuser in der Rosengasse. Die Giebelhäuser gehören im Kern dem 17./18. Jahrhundert an, die Traufseithäuser sind im 18./19. Jahrhundert entstanden. Im Süden der Stadt, wo zu Verteidigungszwecken 1515–1577 und später die Pegnitz zum Weiher aufgestaut worden war, ist ein breiter, südlich von der Pegnitz begrenzter Gartenbereich vorgelagert. Aktennummer: E-4-72-175-1.

## Baudenkmäler nach Ortsteilen

### Pegnitz
| Lage                                                                      | Objekt                                              | Beschreibung | Akten-Nr.      | Bild                                                |
| ------------------------------------------------------------------------- | --------------------------------------------------- | --- | -------------- | --------------------------------------------------- |
| Am Schloßberg 19 (Standort)                                               | Katholische Pfarrkirche St. Mariä Namen             | Saalbau mit Walmdach, eingezogenem Chor und Chorflankenturm, 1926–27, von Otto Schulz; mit Barockausstattung | D-4-72-175-2   | weitere Bilder                                      |
| Bahnhofsteig 5 (Standort)                                                 | Amtsgericht                                         | Zweigeschossiger Walmdachbau, Gurt- und Traufgesims, Ecklisenen aus Sandstein in verputzten Fassadenflächen, 1862 | D-4-72-175-87  | BW                                                  |
| Bahnhofstraße 2, Bahnlinie Nürnberg - Schirnding (Standort)               | Bahnhof Pegnitz                                     | ehemaliges Empfangsgebäude, dreigeschossiger, massiver und verputzter Walmdachbau mit Mezzaningeschoss, flachen Seitenrisaliten und schlichtem Werksteindekor, um 1877, Inneres später verändert; ehemalige Güterabfertigung, lang gestreckte, dreiteilige Reihe eingeschossiger Flachsatteldachbauten, Dienstgebäude, massiv und verputzt, und zwei Güterschuppen in Sichtziegelbauweise mit weiten Dachüberständen, Laderampen und Toren, nördlich Kernbau mit Lisenen und Stichbogenrahmen, gleichzeitig, um 1930/55 nach Süden erweitert | D-4-72-175-140 | BW                                                  |
| Bahnhofstraße 9 (Standort)                                                | Ehemaliges Postamt                                  | Zweigeschossiger Walmdachbau, reduziert barockisierend, Freitreppe mit Bossenmauerwerk, 1926 | D-4-72-175-80  | BW                                                  |
| Bayreuther Straße 3 (Standort)                                            | Ehemalige Mühle                                     | Sogenannte Zaussenmühle, zweigeschossiger Satteldachbau, Obergeschoss und Giebel Zierfachwerk, bezeichnet „1710“ | D-4-72-175-4   | BW                                                  |
| Bergwerkstraße 9 (Standort)                                               | Eisensteinzeche                                     | Sogenannter Kleiner Johannes, Stollenmund Grube Erwein, Granit, 1910; Werkstättengebäude, Kompressorhaus und Lokschuppen, eingeschossige Satteldachbauten, 1936/37 | D-4-72-175-82  | BW                                                  |
| Bergwerkstraße 9 (Standort)                                               | Ehemalige Bergwerkschlosserei                       | Gelenkbinderhalle, eingeschossiger Flachsatteldachbau mit Laternenshed, Eisen und Ziegel, 1936 | D-4-72-175-81  | BW                                                  |
| Brauhausgasse 10 (Standort)                                               | Lohgerberhaus                                       | Giebelständiger, zweigeschossiger Satteldachbau, Fachwerkgiebel mit Gerberlaube, 17./18. Jahrhundert | D-4-72-175-5   | weitere Bilder                                      |
| Hauptstraße 2 (Standort)                                                  | Eckhaus                                             | Zweigeschossiges Wohnhaus, Satteldachbau, 17./18. Jahrhundert | D-4-72-175-6   | weitere Bilder                                      |
| Hauptstraße 4 (Standort)                                                  | Wohnhaus                                            | Zweigeschossiger, giebelständiger Satteldachbau, 17./18. Jahrhundert | D-4-72-175-7   | weitere Bilder                                      |
| Hauptstraße 5 (Standort)                                                  | Wohnhaus                                            | Giebelständiger, zweigeschossiger Satteldachbau, Obergeschoss und Giebel verputztes Fachwerk, 18. Jahrhundert | D-4-72-175-8   | BW                                                  |
| Hauptstraße 9 (Standort)                                                  | Wohnhaus                                            | Zweigeschossiger, giebelständiger Satteldachbau, Anfang 19. Jahrhundert | D-4-72-175-9   | BW                                                  |
| Hauptstraße 12 (Standort)                                                 | Wohnhaus                                            | Giebelständiger, zweigeschossiger Satteldachbau, erste Hälfte 18. Jahrhundert | D-4-72-175-10  | weitere Bilder                                      |
| Hauptstraße 14 (Standort)                                                 | Stadtmauer                                          | Bereits 1347–57 angelegt, nach Zerstörung 1553 neu erbaut, Rest hinter den Häusern Hauptstraße 14, 16 erhalten | D-4-72-175-1   | weitere Bilder                                      |
| Hauptstraße 22 (Standort)                                                 | Wohnhaus                                            | Giebelständiger, zweigeschossiger Satteldachbau, 18. Jahrhundert | D-4-72-175-12  | weitere Bilder                                      |
| Hauptstraße 23 (Standort)                                                 | Wohnhaus                                            | Giebelständiger, zweigeschossiger Satteldachbau, flachbogige Fenster über dem Erdgeschoss, 17./18. Jahrhundert | D-4-72-175-13  | weitere Bilder                                      |
| Hauptstraße 24 (Standort)                                                 | Wohn- und Geschäftshaus                             | Zweigeschossiger Walmdachbau aus Sandsteinquadern, 1851 | D-4-72-175-14  | weitere Bilder                                      |
| Hauptstraße 37 (Standort)                                                 | Ehemaliges Landratsamt                              | Heute Rathaus, zweigeschossiger Mansarddachbau, Fassade aus Sandsteinquadern, 1844 | D-4-72-175-16  | weitere Bilder                                      |
| Hauptstraße 45 (Standort)                                                 | Altes Rathaus                                       | Zweigeschossiger Satteldachbau mit Dachreiter und Fachwerkgiebeln, im Kern 1544, Fachwerkgiebel 1686 | D-4-72-175-18  | weitere Bilder                                      |
| Hauptstraße 49, 51 (Standort)                                             | Doppelwohnhaus                                      | Zweigeschossiger Mansarddachbau mit seitlichen Eingängen, Ende 18. Jahrhundert | D-4-72-175-19  | weitere Bilder                                      |
| Hauptstraße 53 (Standort)                                                 | Wohnhaus                                            | Eingeschossiger Satteldachbau, um 1800 | D-4-72-175-20  | weitere Bilder                                      |
| Hauptstraße 59, Rosengasse 36 (Standort)                                  | Wohnhaus                                            | Zweigeschossiger, giebelständiger Satteldachbau, 17./18. Jahrhundert | D-4-72-175-21  | BW                                                  |
| Hauptstraße 66 (Standort)                                                 | Wohnhaus                                            | Zweigeschossiger, giebelständiger Massivbau mit verputztem Fachwerkgiebel, Mansardgiebeldach, 18. Jahrhundert | D-4-72-175-23  | weitere Bilder                                      |
| Hauptstraße 68 (Standort)                                                 | Wohnhaus                                            | Zweigeschossiger, giebelständiger Satteldachbau, 1705 | D-4-72-175-24  | weitere Bilder                                      |
| Hauptstraße 70 (Standort)                                                 | Wohnhaus                                            | Zweigeschossiger, giebelständiger Satteldachbau, bezeichnet „1702“ | D-4-72-175-25  | weitere Bilder                                      |
| Hauptstraße 74 (Standort)                                                 | Wohnhaus                                            | Traufständiger, zweigeschossiger Halbwalmdachbau, 1803 | D-4-72-175-26  | weitere Bilder                                      |
| Rosengasse 7 (Standort)                                                   | Wohnhaus                                            | Eingeschossiger, giebelständiger Satteldachbau, 17./18. Jahrhundert | D-4-72-175-27  | weitere Bilder                                      |
| Rosengasse 9 (Standort)                                                   | Wohnhaus                                            | Eingeschossiger Satteldachbau, massiv, 18. Jahrhundert, Dachausbau 19. Jahrhundert | D-4-72-175-28  | BW                                                  |
| Rosengasse 13 (Standort)                                                  | Wohnhaus                                            | Zweigeschossiger, giebelständiger Satteldachbau, Obergeschoss und Giebel Fachwerk 18. Jahrhundert | D-4-72-175-29  | BW                                                  |
| Rosengasse 23 (Standort)                                                  | Wohnhaus                                            | Giebelständiger, zweigeschossiger Satteldachbau, seitlich vorkragendes Obergeschoss, Giebel verputztes Fachwerk, 18. Jahrhundert | D-4-72-175-30  | weitere Bilder                                      |
| Rosengasse 24 (Standort)                                                  | Eckhaus                                             | Zweigeschossiger Mansarddachbau mit vorkragendem Fachwerkobergeschoss, verputzt, 18. Jahrhundert | D-4-72-175-31  | Eckhaus                                             |
| Rosengasse 25, 27 (Standort)                                              | Wohnhaus                                            | Zweigeschossiger, traufständiger Satteldachbau, 18. Jahrhundert | D-4-72-175-32  | weitere Bilder                                      |
| Rosengasse 29 (Standort)                                                  | Wohnhaus                                            | Zweigeschossiger, giebelständiger Satteldachbau, im Kern 17./18. Jahrhundert, Rückgebäude zum Stadtgraben 19. Jahrhundert | D-4-72-175-33  | weitere Bilder                                      |
| Rosengasse 33 (Standort)                                                  | Wappenrelief                                        | Sandstein, bezeichnet „1739“; Keilstein im Türsturz, 18. Jahrhundert | D-4-72-175-34  | BW                                                  |
| Rosengasse 41 (Standort)                                                  | Ehemaliges Schul- und Kantoratshaus                 | Zweigeschossiger Walmdachbau, geohrtes Sandsteintürgewände bezeichnet 1836; im Kern älter | D-4-72-175-36  | weitere Bilder                                      |
| Rosengasse 43 (Standort)                                                  | Pfarrhaus                                           | Traufständiger, zweigeschossiger Halbwalmdachbau, Gurtgesims, Portal mit Dreiecksgiebel, Sandsteinquader, 1825–29 | D-4-72-175-37  | weitere Bilder                                      |
| Rosengasse 47 (Standort)                                                  | Evangelisch-lutherische Pfarrkirche                 | Saalbau mit eingezogenem Chor und Chorflankenturm in Neurenaissanceformen, 1899–1900, von Angelo Nissl; mit Barockausstattung | D-4-72-175-38  | weitere Bilder                                      |
| Rosengasse 51 (Standort)                                                  | Pfarrhaus                                           | Zweigeschossiger Walmdachbau, Sandsteingliederungen, um 1870 | D-4-72-175-88  | BW                                                  |
| Schloßstraße 37 (Standort)                                                | Ehemalige Fronfeste                                 | Zweigeschossiger, traufständiger Halbwalmdachbau, 1791 | D-4-72-175-84  | BW                                                  |
| Schloßstraße 38, 40 (Standort)                                            | Evangelisch-lutherische Friedhofskirche             | Saalbau mit einspringendem Chor und Nordturm, Chor zweite Hälfte 14. Jahrhundert, Langhaus mit Satteldach, Turm mit Haube und Laterne, beides 1708–09; mit Ausstattung | D-4-72-175-39  | BW                                                  |
| Schloßstraße 39 (Standort)                                                | Ehemaliges markgräfliches Amtshaus                  | Zweigeschossiger Walmdachbau mit Stützpfeilern, um 1717 | D-4-72-175-40  | BW                                                  |
| Bahnstrecke Nürnberg – Schirnding (bei Streckenkilometer 66,0) (Standort) | Viadukt                                             | Bestandteil der Fichtelgebirgsbahn, dreibogiger Viadukt über die Pegnitz, 1877 und 1899 | D-4-72-175-93  | weitere Bilder                                      |
| Schloßberg (Standort)                                                     | Böheimstein                                         | Mauerreste der ehemaligen Burg, Bruchstein, 14. Jahrhundert | D-4-72-175-41  | Böheimstein                                         |
| Schloßberg (Standort)                                                     | Kriegerdenkmal für die Gefallenen beider Weltkriege | Höhengestaffelte Anlage mit zentraler Figur, liegender Soldat, Sandstein und Kunststein, 1926, 1962 erweitert | D-4-72-175-96  | Kriegerdenkmal für die Gefallenen beider Weltkriege |

### Bodendorf
| Lage             | Objekt   | Beschreibung                                                 | Akten-Nr.     | Bild |
| ---------------- | -------- | ------------------------------------------------------------ | ------------- | ---- |
| Busen (Standort) | Wegkreuz | Sandsteinsockel mit gusseisernem Kruzifix, bezeichnet „1893“ | D-4-72-175-42 | BW   |

### Bronn
| Lage                           | Objekt                                          | Beschreibung | Akten-Nr.     | Bild           |
| ------------------------------ | ----------------------------------------------- | --- | ------------- | -------------- |
| Klumpertalstraße 49 (Standort) | Schmiedeeiserner Ausleger                       | Anfang 19. Jahrhundert | D-4-72-175-43 | BW             |
| Klumpertalstraße 52 (Standort) | Pfarrhaus                                       | Zweigeschossiger Walmdachbau, Sandsteinquader, um 1860 | D-4-72-175-44 | Pfarrhaus      |
| Klumpertalstraße 54 (Standort) | Evangelisch-lutherische Pfarrkirche St. Jakobus | Saalbau 1650–53 mit Walm- und Frackdach, Turm 1729–30 mit Haube und Laterne, spätromanisches Zackenportal in der nördlichen Langhauswand, um 1230/40; mit Ausstattung | D-4-72-175-45 | weitere Bilder |
| Klumpertalstraße 79 (Standort) | Wohnstallhaus                                   | Eingeschossiger Frackdachbau mit Zierfachwerk, um 1800 | D-4-72-175-46 | BW             |

### Buchau
| Lage                  | Objekt                               | Beschreibung                                                                                                  | Akten-Nr.     | Bild           |
| --------------------- | ------------------------------------ | --- | ------------- | -------------- |
| Kappelberg (Standort) | Evangelisch-lutherische Filialkirche | Saalbau mit Walmdach, abgeteiltem Chor und Südturm mit Zwiebelhaube, 1708 über Kern von 1408; mit Ausstattung | D-4-72-175-47 | weitere Bilder |

### Büchenbach
| Lage                                                                                     | Objekt                                 | Beschreibung | Akten-Nr.     | Bild                             |
| ---------------------------------------------------------------------------------------- | -------------------------------------- | --- | ------------- | -------------------------------- |
| Flinzleite, an Trockauer Weg nordwestlich von Buchenbach (Standort)                      | Kapelle                                | Sandsteinquaderbau mit Satteldach, 19. Jahrhundert | D-4-72-175-53 | weitere Bilder                   |
| Flinzleite (Standort)                                                                    | Steinkreuz                             | Granit, 16./17. Jahrhundert | D-4-72-175-55 | BW                               |
| Kosbrunner Weg (Standort)                                                                | Wegkreuz                               | Gusseisernes Kruzifix auf Sandsteinsockel, zweite Hälfte 19. Jahrhundert                                                                                        | D-4-72-175-54 | BW                               |
| Nähe Marktstraße (Standort)                                                              | Wegkreuz                               | Gusseisernes Kruzifix auf Steinsockel, zweite Hälfte 19. Jahrhundert                                                                                            | D-4-72-175-94 | BW                               |
| Pegnitzer Anger (Standort)                                                               | Wegkreuz                               | Steinsockel mit gusseisernem Kruzifix, 19. Jahrhundert | D-4-72-175-56 | BW                               |
| Steinerne Marter, südwestlich des Ortes im Hopfanger, am Waldweg Richtung A 9 (Standort) | Kapelle, sogenannte Steinmarterkapelle | Zeltdachbau mit Sandsteingewänden, erste Hälfte 19. Jahrhundert                                                                                                 | D-4-72-175-52 | BW                               |
| Sankt-Veit-Berg 8 (Standort)                                                             | Pfarrhaus                              | Zweigeschossiger Walmdachbau, Sockel Sandsteinquader, Anfang 18. Jahrhundert                                                                                    | D-4-72-175-48 | Pfarrhaus                        |
| Sankt-Veit-Berg 10 (Standort)                                                            | Katholische Pfarrkirche St. Vitus      | Spätgotischer Saalbau mit eingezogenem Chor, Westturm und Satteldach, Langhaus und Chor um 1400, 1740–41 barockisiert, Turm 1879 mit Spitzhelm; mit Ausstattung | D-4-72-175-49 | weitere Bilder                   |
| Sankt-Veit-Berg 12 (Standort)                                                            | Ehemaliges Mesner- und Schulhaus       | Zweigeschossiger Sandsteinquaderbau mit Walmdach, 1762 | D-4-72-175-50 | Ehemaliges Mesner- und Schulhaus |
| Sankt-Veit-Berg 12 (Standort)                                                            | Heiliger Nepomuk                       | Auf barockem Sandsteinsockel, bezeichnet „1731“ | D-4-72-175-51 | Heiliger Nepomuk                 |

### Hainbronn
| Lage                                                                    | Objekt          | Beschreibung                                                                            | Akten-Nr.     | Bild            |
| ----------------------------------------------------------------------- | --------------- | --------------------------------------------------------------------------------------- | ------------- | --------------- |
| Pegnitztalstraße 28 (Standort)                                          | Ehemalige Mühle | Zweigeschossiger Satteldachbau, Giebel mit Sichtfachwerk, erste Hälfte 18. Jahrhundert  | D-4-72-175-59 | Ehemalige Mühle |
| Bahnlinie Nürnberg – Schirnding (bei Streckenkilometer 65,2) (Standort) | Viadukt         | Bestandteil der Fichtelgebirgsbahn, zweibogiger Viadukt über die Pegnitz, 1877 und 1899 | D-4-72-175-91 | weitere Bilder  |
| Bahnlinie Nürnberg – Schirnding (bei Streckenkilometer 65,6) (Standort) | Viadukt         | Bestandteil der Fichtelgebirgsbahn, einbogiger Viadukt über die Pegnitz, 1877 und 1899  | D-4-72-175-92 | weitere Bilder  |

### Hollenberg
| Lage                                                                    | Objekt                | Beschreibung                                                                         | Akten-Nr.     | Bild                  |
| ----------------------------------------------------------------------- | --------------------- | ------------------------------------------------------------------------------------ | ------------- | --------------------- |
| Kapellenäcker (Standort)                                                | Wegkreuz              | Kalksteinsockel mit Gusseisenkreuz, bezeichnet „1908“                                | D-4-72-175-61 | BW                    |
| Kapellenäcker; Der Hollgrabenweg; Herbstgrund; Innerer Brand (Standort) | Pirkenreuther Kapelle | Reste der ehemaligen Wallfahrtskapelle St. Georg, 1556 zerstört, Bruchsteinmauern    | D-4-72-175-64 | Pirkenreuther Kapelle |
| Schloßberg (Ruine Hollenberg) (Standort)                                | Burgruine             | Im Bauernkrieg zerstört, Reste von Mauerzügen der oberen Burg, Bruchstein, 1357–1363 | D-4-72-175-60 | weitere Bilder        |

### Horlach
| Lage                     | Objekt               | Beschreibung | Akten-Nr.     | Bild |
| ------------------------ | -------------------- | --- | ------------- | ---- |
| Weinstraße 10 (Standort) | Ehemaliges Forsthaus | Dreiflügelanlage, dreigeschossiges Hauptgebäude mit Ecklisenen, bezeichnet „1771“, Scheune und eingeschossiger Verbindungstrakt, durchweg mit Walmdächern, 1771, Wegkapelle, massiver Satteldachbau, erste Hälfte 19. Jahrhundert | D-4-72-175-62 | BW   |

### Körbeldorf
| Lage                          | Objekt     | Beschreibung                                     | Akten-Nr.     | Bild |
| ----------------------------- | ---------- | ------------------------------------------------ | ------------- | ---- |
| Büchenbacher Weg 1 (Standort) | Kreuzstein | Kalksteinplatte mit Reliefkreuz, mittelalterlich | D-4-72-175-63 | BW   |

### Kosbrunn
| Lage                   | Objekt             | Beschreibung                                                                                               | Akten-Nr.     | Bild           |
| ---------------------- | ------------------ | --- | ------------- | -------------- |
| In Kosbrunn (Standort) | Kapelle            | Sandsteinquaderbau mit Zeltdach, Ecklisenen, Dachreiter, zweites Viertel 19. Jahrhundert; mit Ausstattung  | D-4-72-175-65 | BW             |
| Vogelherd (Standort)   | Wegkreuz           | Gusseisernes Kruzifix auf neugotischem Sandsteinsockel, zweite Hälfte 19. Jahrhundert                      | D-4-72-175-57 | BW             |
| Warenberg (Standort)   | Burgstall Wartberg | Halsgraben und Mauerreste der ehemaligen Burg des 12./15. Jahrhunderts, ab Mitte 16. Jahrhundert verfallen | D-4-72-175-58 | weitere Bilder |

### Langenreuth
| Lage                  | Objekt        | Beschreibung | Akten-Nr.     | Bild |
| --------------------- | ------------- | --- | ------------- | ---- |
| Herrnweg 1 (Standort) | Wohnstallhaus | Zweigeschossiger Satteldachbau mit Ecklisenen, Ende 18. Jahrhundert; Scheune, Satteldachbau mit Fachwerkgiebel, bezeichnet „1790“ | D-4-72-175-66 | BW   |

### Leups
| Lage                | Objekt               | Beschreibung | Akten-Nr.     | Bild |
| ------------------- | -------------------- | --- | ------------- | ---- |
| Leups 4 (Standort)  | Ehemaliges Jägerhaus | Traufständiger, eingeschossiger Satteldachbau, Sandsteinquader, bezeichnet 1792                                                  | D-4-72-175-68 | BW   |
| Leups 14 (Standort) | Kapelle              | Walmdachbau mit dreiseitigem Schluss, Lisenengliederung und Dachreiter, bezeichnet „1789“, Sakristeianbau, 1896; mit Ausstattung | D-4-72-175-67 | BW   |

### Oberhauenstein
| Lage                        | Objekt                                  | Beschreibung                                    | Akten-Nr.     | Bild |
| --------------------------- | --------------------------------------- | ----------------------------------------------- | ------------- | ---- |
| Oberhauenstein 3 (Standort) | Ehemalige Mühle, sogenannte Sebaldmühle | Eingeschossiger Frackdachbau, bezeichnet „1749“ | D-4-72-175-69 | BW   |

### Reisach
| Lage                | Objekt       | Beschreibung                                                 | Akten-Nr.     | Bild |
| ------------------- | ------------ | ------------------------------------------------------------ | ------------- | ---- |
| Lindberg (Standort) | Bildhäuschen | Massivbau mit Bildnische und Satteldach, 18./19. Jahrhundert | D-4-72-175-70 | BW   |

### Trockau
| Lage                                       | Objekt                           | Beschreibung | Akten-Nr.     | Bild                             |
| ------------------------------------------ | -------------------------------- | --- | ------------- | -------------------------------- |
| Marktplatz 3 (Standort)                    | Gasthof                          | Giebelständiger, zweigeschossiger Halbwalmdachbau, Sandsteinquader, erste Hälfte 19. Jahrhundert | D-4-72-175-71 | Gasthof                          |
| Marktplatz 8 (Standort)                    | Wappenrelief                     | Bezeichnet „1606“ | D-4-72-175-72 | BW                               |
| Marktplatz 9 (Standort)                    | Wohnhaus                         | Traufständiger, zweigeschossiger Halbwalmdachbau aus Sandsteinquadern, erste Hälfte 19. Jahrhundert | D-4-72-175-73 | BW                               |
| Sankt-Thomas-Weg 3 (Standort)              | Pfarrkirche St. Thomas von Aquin | Langgestreckter Baukörper, überwiegend aus unverputztem, gelbem Sandsteinmauerwerk mit steilem, ziegelgedecktem Satteldach, südwestlich Turm über quadratischem Grundriss mit steilem, schiefergedecktem Pyramidendach, nordwestlich apsidenartige Taufkapelle. Architektonische Gliederungen zum Teil aus Beton (Portal, Kranzgesims). Innen eingezogener Chor, rechts Seitenschiff mit abschließender Seitenkapelle, Buntverglasung, offener Dachstuhl, mit Ausstattung. 1949/50. Architekt: Gerhard-Günther Dittrich (Nürnberg)                                                                                | D-4-72-175-90 | Pfarrkirche St. Thomas von Aquin |
| Schloß Trockau 1, Marktplatz 11 (Standort) | Ehemaliges Schloss               | Dreigeschossiger Walmdachbau mit übergiebeltem Eingangsrisalit und Lisenengliederung, errichtet über dem Bereich einer mittelalterlichen Burg, 1769–1779 von Wenzel Schwesner; mit Ausstattung; Umfassungsmauer und Ecktürme, beides aus Sandsteinquadern, die Ecktürme mit welscher Haube, Anfang 17. Jahrhundert; katholische Schlosskapelle St. Oswald, Walmdachbau, 1603, der Sakristeiturm mit Kuppel und Laterne, 1607–09; mit Ausstattung; Stallgebäude, Massivbau mit Halbwalmdach, 1793, an Stelle der ehemaligen Vorburg; Scheune, massiver Walmdachbau, um 1800; äußeres Schlosstor, bezeichnet „1605“ | D-4-72-175-74 | weitere Bilder                   |
| Schulweg 3 (Standort)                      | Ehemaliges Amtshaus              | Zweigeschossiger Halbwalmdachbau, Sandsteinquader, 1821–25 | D-4-72-175-75 | BW                               |

### Troschenreuth
| Lage                             | Objekt                  | Beschreibung                                                                                                   | Akten-Nr.     | Bild                    |
| -------------------------------- | ----------------------- | --- | ------------- | ----------------------- |
| Oberpfälzer Straße 22 (Standort) | Katholische Pfarrkirche | Saalbau mit Satteldach und Chorflankenturm mit Zwiebelhaube, 1946–1949 von Fritz Hacker; mit Barockausstattung | D-4-72-175-76 | Katholische Pfarrkirche |

### Willenreuth
| Lage                               | Objekt  | Beschreibung                                | Akten-Nr.     | Bild |
| ---------------------------------- | ------- | ------------------------------------------- | ------------- | ---- |
| Pottensteiner Straße (Standort)    | Kapelle | Massiver Walmdachbau, 1747; mit Ausstattung | D-4-72-175-77 | BW   |
| Pottensteiner Straße 25 (Standort) | Kapelle | Massiver Satteldachbau, 1923                | D-4-72-175-78 | BW   |

### Zips
| Lage               | Objekt                | Beschreibung | Akten-Nr.     | Bild |
| ------------------ | --------------------- | --- | ------------- | ---- |
| Zips 46 (Standort) | Ehemaliges Hirtenhaus | Eingeschossiger Satteldachbau auf Sandsteinsockel, Ziegelsichtfassade mit Sandsteinfenster- und Türgewänden, Dachreiter mit Zwiebelhaube, Glocke und bekrönendem Kreuz, erste Hälfte 19. Jahrhundert | D-4-72-175-89 | BW   |

## Ehemalige Baudenkmäler
In diesem Abschnitt sind Objekte aufgeführt, die früher einmal in der Denkmalliste eingetragen waren, jetzt aber nicht mehr. Objekte, die in anderem Zusammenhang – also z. B. als Teil eines Baudenkmals – weiter eingetragen sind, sollen hier nicht aufgeführt werden. Aktennummern in diesem Abschnitt sind ehemalige, jetzt nicht mehr gültige Aktennummern.
| Lage                              | Objekt            | Beschreibung                                                         | Akten-Nr.     | Bild     |
| --------------------------------- | ----------------- | -------------------------------------------------------------------- | ------------- | -------- |
| Pegnitz Bahnhofsteig 4 (Standort) | Wohnhaus          | Zweigeschossiger, traufständiger Halbwalmdachbau, um 1800            | D-4-72-175-3  | BW       |
| Pegnitz Hauptstraße 28 (Standort) | Wohnhaus          | Zweigeschossiger, giebelständiger Satteldachbau, 18. Jahrhundert     | D-4-72-175-15 | Wohnhaus |
| Pegnitz Hauptstraße 44 (Standort) | Wohnhaus          | Zweigeschossiger, giebelständiger Satteldachbau, 17./18. Jahrhundert | D-4-72-175-17 | Wohnhaus |
| Wolfslohe Wolfslohe 5 (Standort)  | Ehemaliger Ansitz | Zweiflügeliger zweigeschossiger Satteldachbau, 17. Jahrhundert       | D-4-72-175-85 | BW       |